# Hillsdale County
Hillsdale County ist ein County im Bundesstaat Michigan der Vereinigten Staaten. Der Verwaltungssitz (County Seat) ist Hillsdale. Das U.S. Census Bureau hat bei der Volkszählung 2020 eine Einwohnerzahl von 45.746 ermittelt.

## Geographie
Das County liegt im äußersten Süden der Unteren Halbinsel von Michigan, grenzt im Süden an Ohio, mit der südwestlichsten Ecke an Indiana und hat eine Fläche von 1572 Quadratkilometern, wovon 22 Quadratkilometer Wasserfläche sind. Es grenzt im Uhrzeigersinn an folgende Countys: Jackson County, Lenawee County, Branch County und Calhoun County.

## Geschichte
Hillsdale County wurde 1829 als Original-County aus freiem Territorium gebildet. Benannt wurde es nach dem hügeligen Land, in dem das County liegt.
Neun Bauwerke und Stätten des Countys sind im National Register of Historic Places eingetragen (Stand 24. November 2017).

## Demografische Daten

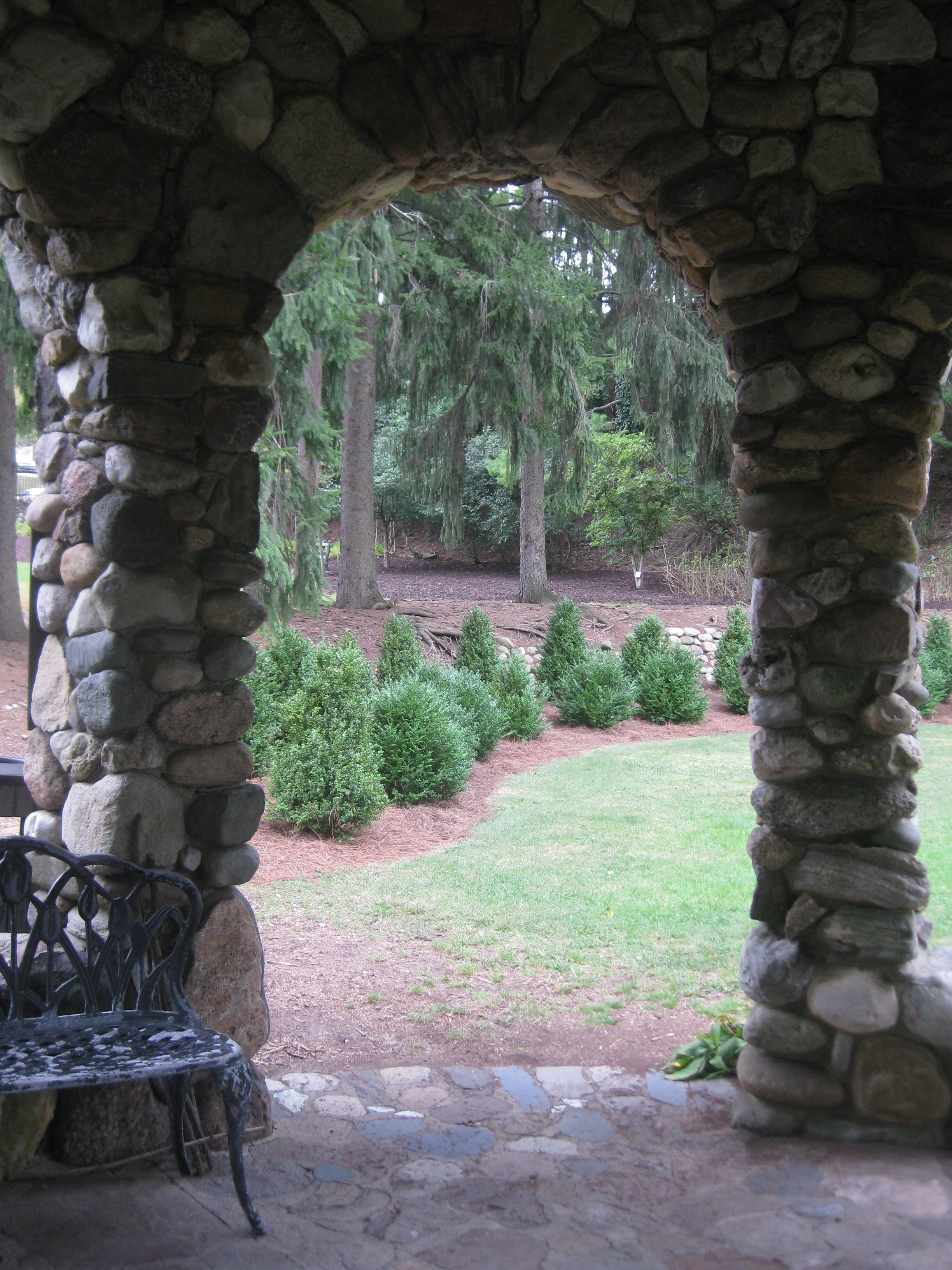
Slayton Amphitheater im Slayton Arboretum

Nach der Volkszählung im Jahr 2000 lebten im Hillsdale County 46.527 Menschen. Davon wohnten 1.481 Personen in Sammelunterkünften, die anderen Einwohner lebten in 17.335 Haushalten und 12.550 Familien. Die Bevölkerungsdichte betrug 30 Einwohner pro Quadratkilometer. Ethnisch betrachtet setzte sich die Bevölkerung zusammen aus 97,56 Prozent Weißen, 0,43 Prozent Afroamerikanern, 0,35 Prozent amerikanischen Ureinwohnern, 0,33 Prozent Asiaten, 0,01 Prozent Bewohnern aus dem pazifischen Inselraum und 0,34 Prozent aus anderen ethnischen Gruppen; 0,98 Prozent stammten von zwei oder mehr Ethnien ab. 1,20 Prozent der Bevölkerung waren spanischer oder lateinamerikanischer Abstammung.
Von den 17.335 Haushalten hatten 32,9 Prozent Kinder unter 18 Jahren, die bei ihnen lebten. 59,9 Prozent waren verheiratete, zusammenlebende Paare, 8,4 Prozent waren allein erziehende Mütter und 27,6 Prozent waren keine Familien. 22,9 Prozent waren Singlehaushalte und in 9,3 Prozent lebten Menschen im Alter von 65 Jahren oder darüber. Die Durchschnittshaushaltsgröße betrug 2,60 und die durchschnittliche Familiengröße lag bei 3,05 Personen.
26,3 Prozent der Bevölkerung waren unter 18 Jahre alt. 10,0 Prozent zwischen 18 und 24 Jahre, 26,8 Prozent zwischen 25 und 44 Jahre, 23,5 Prozent zwischen 45 und 64 Jahre und 13,3 Prozent waren 65 Jahre oder älter. Das Durchschnittsalter betrug 36 Jahre. Auf 100 weibliche Personen kamen 99 männliche Personen. Auf 100 Frauen im Alter von 18 Jahren und darüber kamen statistisch 96,2 Männer.
Das jährliche Durchschnittseinkommen eines Haushalts betrug 40.396 USD, das Durchschnittseinkommen einer Familie 45.895 USD. Männer hatten ein Durchschnittseinkommen von 35.349 USD, Frauen 23.718 USD. Das Prokopfeinkommen betrug 18.255 USD. 5,2 Prozent der Familien und 8,2 Prozent der Bevölkerung lebten unterhalb der Armutsgrenze.

## Orte im County
- Allen
- Austin
- Bankers
- Betzer
- Cambria
- Camden
- Fountain Park
- Frontier
- Hillsdale
- Jerome
- Jonesville
- Lickly Corners
- Litchfield
- Locust Corners
- Montgomery
- Moscow
- Mosherville
- North Adams
- Osseo
- Pittsford
- Prattville
- Ransom
- Reading
- Shadyside
- Somerset
- Somerset Center
- Steamburg
- Waldron
- Wheatland

Townships
- Adams Township
- Allen Township
- Amboy Township
- Cambria Township
- Camden Township
- Fayette Township
- Hillsdale Township
- Jefferson Township
- Litchfield Township
- Moscow Township
- Pittsford Township
- Ransom Township
- Reading Township
- Saugatuck Township
- Skandia Township
- Wheatland Township
- Woodbridge Township
- Wright Township